# Акопянц, Андрей Акопович
Андре́й Ако́пович Акопя́нц (27 августа 1977, Ташкент, Узбекская ССР, СССР) — узбекский футболист, полузащитник. Выступал за сборную Узбекистана.

## Карьера

### Клубная
Воспитанник узбекского футбола. 4 года отыграл за «Пахтакор», в составе которого становился чемпионом Узбекистана и выигрывал национальный кубок. В 1999 году был признан лучшим футболистом Узбекистана. В 2000 году представилась возможность перебраться в российский клуб. У Акопянца было несколько вариантов трудоустройства в России. Агент вёл переговоры с «Крыльями Советов» и «Зенитом», но в итоге оказался в «Ростсельмаше», с которым в чемпионате и Кубке страны провёл более 120 матчей. В конце 2005 года контракт с «Ростовом» закончился. В середине сезона Андрею предлагали его продлить, однако сам футболист решил, что надо менять команду. В 2006 году перешёл в новороссийский «Черноморец», где забил рекордные 15 мячей. В 2007 году выступал сначала в латвийской «Даугаве», а затем в «Дариде». В 2008 году провёл полсезона в родном «Пахтакоре», где стал впервые серебряным призёром чемпионата Узбекистана. Весь 2009 год выступал в составе «Динамо» из Самарканда. В 2010 году стал игроком «Нижнего Новгорода». В 2011 году перешёл в клуб «Луч-Энергия». В сезоне-2012/13 года выступал за дзержинский «Химик», вышедший в ФНЛ.

### В сборной
В национальной сборной Узбекистана с 1998 по 2005 годы провёл 40 матчей, забил 6 мячей.

## Достижения
- Лучший футболист Узбекистана: 1999
- Чемпион Узбекистана: 1998
- Серебряный призёр чемпионата Узбекистана: 2008
- Обладатель Кубка Узбекистана: 1997
- Финалист Кубка Узбекистана: 2008
- Победитель зоны «Запад» Второго дивизиона России: 2012/13